# 검안 디자이너
검안 디자이너(optometric designer 또는 designer of optometry)는 현존하는 검안법(optometry)을 개인별로 새롭게 조합해서 일련의 검안 행동을 고안해내는 사람 혹은 직업을 말한다. 획일적인 구성을 적용하지 않기 때문에 개인마다 적용되는 각각의 검안이 모두 다른 구성을 갖춘다.